# Aït Youssef Ou Ali
 (octobre 2015).
Si vous disposez d'ouvrages ou d'articles de référence ou si vous connaissez des sites web de qualité traitant du thème abordé ici, merci de compléter l'article en donnant les références utiles à sa vérifiabilité et en les liant à la section « Notes et références ».
Aït Youssef Ou Ali est une commune rurale située au cœur de la tribu des Aït Ouriaghel, dans la province d'Al Hoceïma au nord du Maroc. Elle est située au sud-est de la ville d'Al Hoceïma.
La commune est située à proximité de la plaine alluviale bordée par l'Oued Ghiss et l'Oued Nekor, zone de terre fertile de la baie d'Al-Hoceïma.

## Histoire
Abdelkrim al-Khattabi (issu de la tribu des Aït Ouriaghel et du clan des Aït Youssef Ou Ali) est président de la République du Rif, une des premières formes démocratiques de pouvoir en Afrique.
Dans la nuit du 24 février 2004, un tremblement de terre d'une magnitude de 6,3 degrés sur l'échelle ouverte de Richter ravage une bonne partie de la commune ainsi que des localités avoisinantes comme Imzouren. Un vaste programme de relogement et d'infrastructures est lancé par la suite. [réf. nécessaire]

## Composition et description de la commune
Aït Youssef Ou Ali comprend les dchars (petit village) suivants : Ait Azghar, Aït Hichem, Andaloussane, Aït M'hand OuYahya, Sidi Bouafif (Boukidane), Souani, Boulamrize, Immejoudene, Tafrast, Imhaoulene, Imralouene, Chtari et une partie des populations du dchar Bouham. 
Le village principal est Boukidan. La commune dispose entre autres d'une quinzaine de kilomètres de plage (Plage Souani), d'un aéroport international, d'un abattoir régional, d'un marché de gros régional et d'une industrie agro-alimentaire (société Alimani).